# Żyrardów
Żyrardów é um município da Polônia, na voivodia da Mazóvia e no condado de Żyrardów. Estende-se por uma área de 14,35 km², com 39 992 habitantes, segundo os censos de 2018, com uma densidade de 2787 hab/km².